# Maria Brabancka
Maria Brabancka franc. Marie de Brabant (ur. 13 maja 1256 w Leuven, zm. 10 lub 12 stycznia 1321 w Meulan) – księżniczka brabancka, królowa Francji w latach 1274-1285 jako druga żona Filipa III Śmiałego, córka Henryka III, księcia Brabancji i Adelajdy Burgundzkiej (córki Hugona IV Burgundzkiego). 

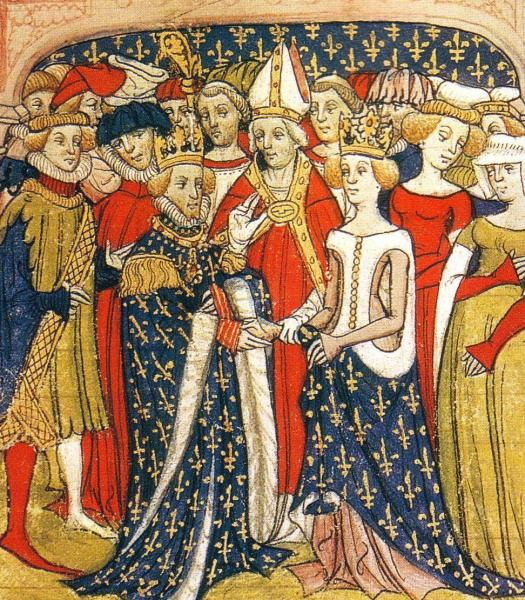
Ślub Marii Brabanckiej i Filipa III

## Królowa Francji
W 1274 roku poślubiła wdowca po Izabeli Aragońskiej, króla Francji Filipa III Śmiałego. Marię oceniano jako piękną, mądrą i dobrą kobietę. Została koronowana na królową 24 czerwca 1275 roku.
W 1276 roku zmarł najstarszy syn Filipa i jego pierwszej żony - Ludwik. Jeden z doradców króla (szambelan Ludwika IX Świętego) Piotr de la Broce oskarżył królową o otrucie następcy tronu. Dwa lata później Maria doprowadziła do skazania go na śmierć za zdradę. Od tego czasu król był pod znacznym wpływem Marii. Królowa zawarła sojusz z królem Sycylii Karolem Andegaweńskim, który chciał utrzymać swoje wpływy na francuskim dworze; dzięki temu rozpoczęła się krucjata przeciwko Aragonii. Zaufanym Marii był również hrabia Robert II d'Artois (ojciec Mahaut d'Artois).

## Potomstwo
Maria urodziła mężowi troje dzieci:
- Ludwika (ur. 1276, zm. 19 maja 1319), hrabiego d'Evreux (ojca Filipa, męża Joanny II Małej królowej Nawarry i Joanny d’Évreux, żony Karola IV Pięknego króla Francji),
- Blankę (ur. 1278, zm. 19 marca 1305), żonę księcia Austrii Rudolfa III,
- Małgorzatę (ur. 1282, zm. 14 lutego 1317), żonę króla Anglii – Edwarda I.